# Bill Pullman

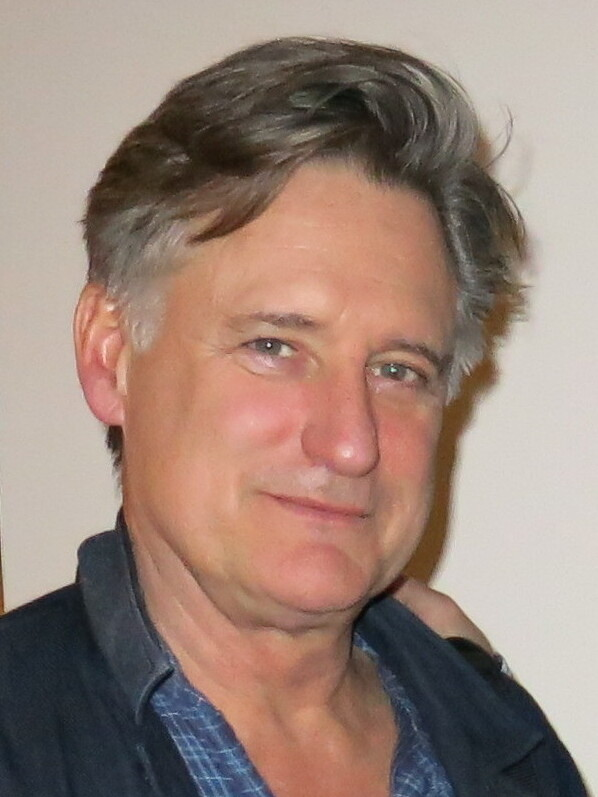
Bill Pullman (2014)

William James „Bill“ Pullman (* 17. Dezember 1953 in Hornell, New York) ist ein US-amerikanischer Schauspieler.

## Leben
Bill Pullman wurde als Sohn des Arztes James Pullman und dessen Frau Joanna, einer Krankenschwester, geboren. Während die meisten seiner sechs Geschwister ebenfalls eine medizinische Karriere anstrebten, interessierte sich Bill schon früh für Theater und Film.
Nach der High School studierte er an der University of Massachusetts Amherst und machte seinen Abschluss als Master of Fine Arts in Theaterwissenschaften (Theater/Directing). Er produzierte eigene Theaterstücke und hielt Vorträge an der Montana State University. In New York gab er in Curse of the Starving Class sein Debüt auf der Bühne und spielte in mehreren Broadway-Stücken mit.
Auch nach seinem Umzug nach Los Angeles war Pullman vorerst nur an Theatern tätig, bevor er 1987 in Mel Brooks Science-Fiction-Parodie Spaceballs mitwirkte, durch die ihm der Durchbruch als Filmschauspieler gelang. Es folgten Auftritte in den Erfolgsfilmen Die Reisen des Mr. Leary, Schlaflos in Seattle, Während Du schliefst und Casper. 1996 spielte er in Roland Emmerichs Independence Day den US-Präsidenten. Im Jahr 2000 gab er mit dem Western Land der Gesetzlosen sein Debüt als Regisseur. Im Jahr darauf inszenierte er eine Folge der Serie Night Visions. Von 2017 bis 2021 verkörperte er die Figur des Harry Ambrose in der vier Staffeln umfassenden Krimiserie The Sinner.
Sein deutscher Synchronsprecher war von 1992 bis 2021 meistens Detlef Bierstedt.

## Privates
Pullman ist seit 1987 mit Tamara Hurwitz verheiratet, mit der er eine Tochter und zwei Söhne hat, darunter der Schauspieler Lewis Pullman. Er lebt mit seiner Familie einen Teil des Jahres auf einer Rinderfarm in der Nähe von Whitehall in Montana.

## Auszeichnungen
- 2018: Ehrendoktorwürde der Montana State University[5]

## Filmografie (Auswahl)
- 1986: Cagney & Lacey (Fernsehserie, Folge 5x22 Ein runder Geburtstag)
- 1986: Die unglaubliche Entführung der verrückten Mrs. Stone (Ruthless People)
- 1987: Mel Brooks’ Spaceballs (Spaceballs)
- 1988: Die Schlange im Regenbogen (The Serpent and the Rainbow)
- 1988: Die Reisen des Mr. Leary (The Accidental Tourist)
- 1989: Tote haben keinen Namen (Home Fires Burning)
- 1990: Die U-Boot Academy (Going Under)
- 1990: Brain Dead
- 1990: Eine fast anständige Frau (Sibling Rivalry)
- 1992: Newsies – Die Zeitungsjungen (Newsies)
- 1992: Singles – Gemeinsam einsam (Singles)
- 1992: Nervous Ticks – Nicht ohne meinen Koffer (Nervous Ticks)
- 1992: Eine Klasse für sich (A League Of Their Own)
- 1993: Sommersby
- 1993: Schlaflos in Seattle (Sleepless in Seattle)
- 1993: Malice – Eine Intrige (Malice)
- 1993: Mr. Jones
- 1994: Die letzte Verführung (The Last Seduction)
- 1994: Wyatt Earp – Das Leben einer Legende (Wyatt Earp)
- 1994: The Favor – Hilfe, meine Frau ist verliebt! (The Favor)
- 1995: Während Du schliefst (While You Were Sleeping)
- 1995: Casper
- 1996: Mr. Wrong – Der Traummann wird zum Alptraum (Mr. Wrong)
- 1996: Mistrial
- 1996: Independence Day
- 1997: Lost Highway
- 1997: Am Ende der Gewalt (The End of Violence)
- 1998: Zero Effect
- 1999: Lake Placid
- 1999: Spy Games – Agenten der Nacht (History Is Made at Night alternativ Spy Games)
- 1999: Brokedown Palace
- 2000: Schuldig – Ein mörderischer Auftrag (The Guilty)
- 2000: Titan A.E. (Stimme)
- 2000: Lucky Numbers
- 2001: Ignition – Tödliche Zündung (Ignition)
- 2002: Igby (Igby Goes Down)
- 2004: Der Fluch – The Grudge (The Grudge)
- 2004: An Bord der Tiger Cruise (Tiger Cruise)
- 2005: Revelations – Die Offenbarung (Revelations)
- 2005: Dear Wendy
- 2006: Scary Movie 4
- 2006: Alien Autopsy – Das All zu Gast bei Freunden (Alien Autopsy)
- 2007: Nobel Son
- 2007: You Kill Me
- 2008: Law & Order: Special Victims Unit (Fernsehserie, Folge 9x16)
- 2008: Phoebe im Wunderland (Phoebe in Wonderland)
- 2008: Bottle Shock
- 2008: Unter Kontrolle (Surveillance)
- 2010: The Killer Inside Me
- 2010: Rio Sex Comedy
- 2010: Peacock
- 2011: Torchwood (Fernsehserie)
- 2011: Der letzte Beweis (Innocent, Fernsehfilm)
- 2011: Too Big to Fail – Die große Krise (Too Big to Fail)
- 2012: Lola gegen den Rest der Welt (Lola versus)
- 2012–2013: 1600 Penn (Fernsehserie, 13 Folgen)
- 2014: Anarchie (Cymbeline)
- 2014: The Equalizer
- 2015: American Ultra
- 2016: Independence Day: Wiederkehr (Independence Day: Resurgence)
- 2016: LBJ
- 2016: Brother Nature
- 2017: Walking Out
- 2017: The Ballad of Lefty Brown
- 2017: A Thousand Junkies
- 2017: Trouble
- 2017: Battle of the Sexes – Gegen jede Regel (Battle of the Sexes)
- 2017–2021: The Sinner (Fernsehserie)
- 2018: The Equalizer 2
- 2019: The Coldest Game
- 2019: Vergiftete Wahrheit (Dark Waters)
- 2020: The High Note
- 2021: Halston (Miniserie, 3 Folgen)